# أيوبيو حلب
الأيوبيون أو أيوبيو حلب: فرع من السلالة الأيوبية حكم في حلب ما بين 1183-1260م.
قائمة الحكام:
|   | الحاكم                    | الحياة    | الحكم     |
| - | ------------------------- | --------- | --------- |
| 1 | العادل أحمد بن أيوب       | ....-.... | 1183-1186 |
| 2 | الظاهر غازي بن صلاح الدين | ....-.... | 1186-1216 |
| 3 | العزيز محمد بن غازي       | ....-.... | 1216-1236 |
| 4 | الناصر يوسف بن محمد       | ....-.... | 1236-1260 |

## روابط
- الأيوبيون في حلب
- الفتح الإسلامي (الايوبيون)
- الأيوبيون والصراع مع الصليبيين